# Visconde do Rio Branco (kommun)
Visconde do Rio Branco är en kommun i Brasilien.   Den ligger i delstaten Minas Gerais, i den sydöstra delen av landet, 800 km sydost om huvudstaden Brasília. Antalet invånare är 37 952.
Följande samhällen finns i Visconde do Rio Branco:
- Visconde do Rio Branco

Omgivningarna runt Visconde do Rio Branco är huvudsakligen savann. Runt Visconde do Rio Branco är det ganska tätbefolkat, med 166 invånare per kvadratkilometer.